# Un problema di ossi
Un problema di ossi (Bone Trouble) è un film del 1940 diretto da Jack Kinney. È il secondo cortometraggio animato della serie Pluto, e il primo in cui la serie abbia tale titolo (nel precedente La famiglia Pluto era intitolata Pluto the Pup). Fu prodotto dalla Walt Disney Productions e uscì negli Stati Uniti il 28 giugno 1940, distribuito dalla RKO Radio Pictures. Nel maggio 1998 fu inserito nel film di montaggio direct-to-video I capolavori di Pluto.

## Trama
Appena svegliatosi, Pluto scopre che la sua ciotola è vuota; va allora a rubare l'osso del suo vicino Butch, approfittando del suo sonno. Butch però si sveglia e, furioso per il tentato furto, insegue Pluto fino a un luna park. Qui Pluto si rifugia nella casa degli specchi, dove trova degli specchi che lo deformano in ogni modo e lo fanno divertire. Presto però rincontra Butch e così è costretto a scappare di nuovo. Dopo un breve inseguimento, Pluto rientra nella casa degli specchi e, riflettendo la propria immagine deformata, riesce a spaventare Butch, che scappa a tutta velocità. Pluto, soddisfatto della sua azione, può portarsi via l'osso.

## Distribuzione

### Edizioni home video

#### VHS
- Cartoon Festival I (settembre 1982[2], riedita nel 1985 con il titolo Cartoons Disney 1)[3]
- Topolino & soci (settembre 1989)[4]

#### DVD
Il cortometraggio è incluso nel DVD Walt Disney Treasures: Pluto, la collezione completa - Vol. 1.

#### Blu-ray Disc
Il cortometraggio è incluso, come contenuto speciale, nell'edizione BD di Lilli e il vagabondo II - Il cucciolo ribelle.